# Yacine Slatni
Yacine Slatni (en arabe : ياسين سلاطني), (né le 3 novembre 1973 à Annaba en Algérie) est un joueur de football international algérien, qui évoluait au poste de défenseur.
Il compte 26 sélections en équipe nationale entre 1999 et 2003.

## Biographie

### Carrière en sélection
Avec l'équipe d'Algérie, il dispute 26 matchs (pour aucun but inscrit) entre 1999 et 2003. Il figure dans le groupe des 23 joueurs lors des CAN de 2000 et 2002.

## Palmarès
MC Alger
- Championnat d'Algérie (1) :
  - Champion : 1998-99.